# Syncollesis ankalirano
Syncollesis ankalirano is een vlinder uit de familie van de spanners (Geometridae). De wetenschappelijke naam van deze soort is voor het eerst geldig gepubliceerd in 1981 door Pierre Viette.
De soort komt voor in tropisch Afrika.